# 九頭竜峡

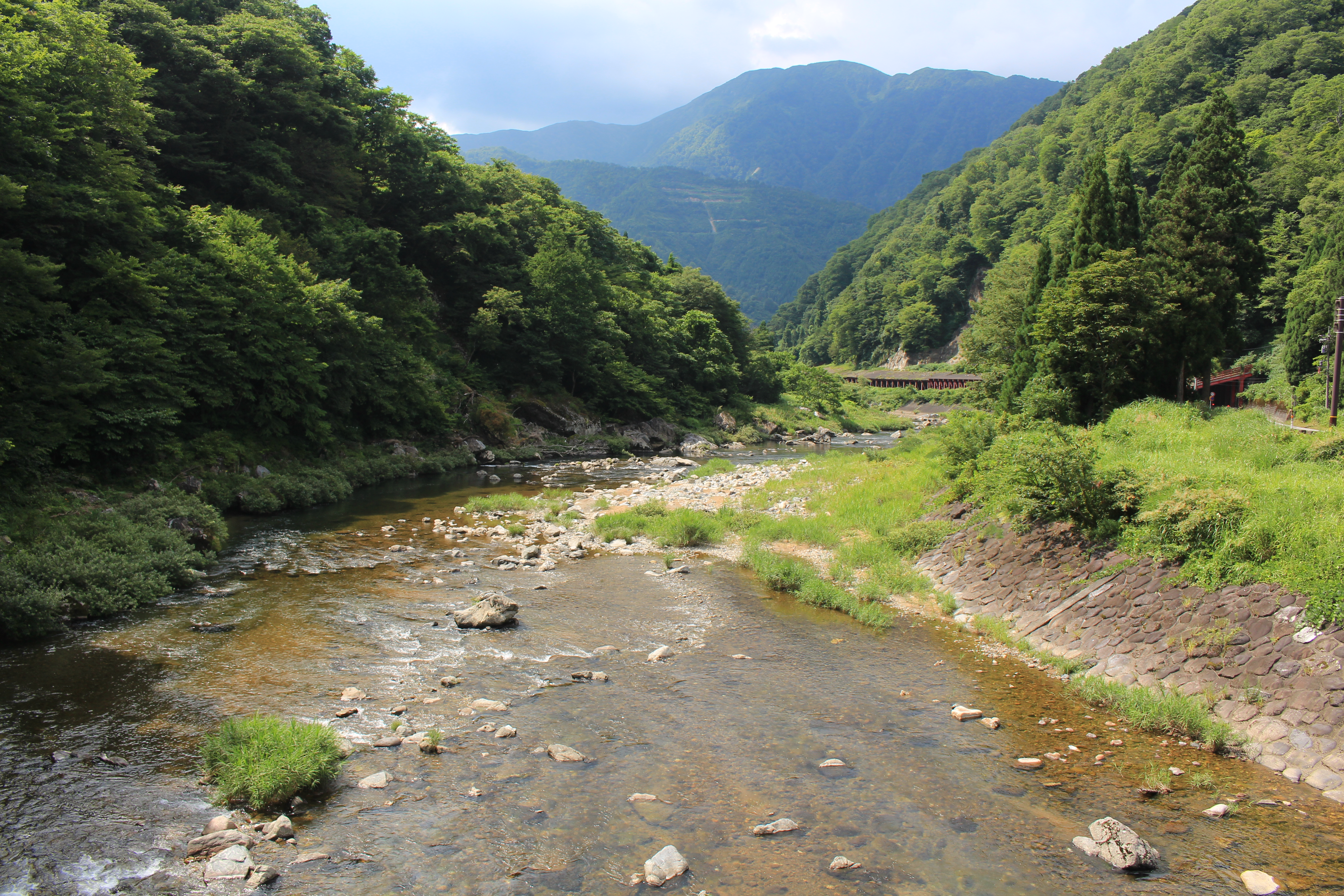
九頭竜峡

九頭竜峡（くずりゅうきょう）は福井県大野市にある渓谷。九頭竜川の上流の大野市下山から柿ヶ島までの区間をいう。九頭竜峡の地名は河川名に因む。奥越高原県立自然公園に属する。

## 景観
荒島岳の閃緑岩（勝原閃緑岩）が激流によって垂直に浸食された地形。穿入蛇行を繰り返す河谷は非常に変化に富んだ景観が見られる。見所としては魚止の滝（単純に魚止と呼ばれることが多い）を始め、仏御前の滝、鳥ヶ壁、法善壁などがあり、紅葉も美しい。上流には仏原ダムがあり、更にその上流には全国最大級のロックフィルダム、九頭竜ダムがある。